# 徳島市交通局

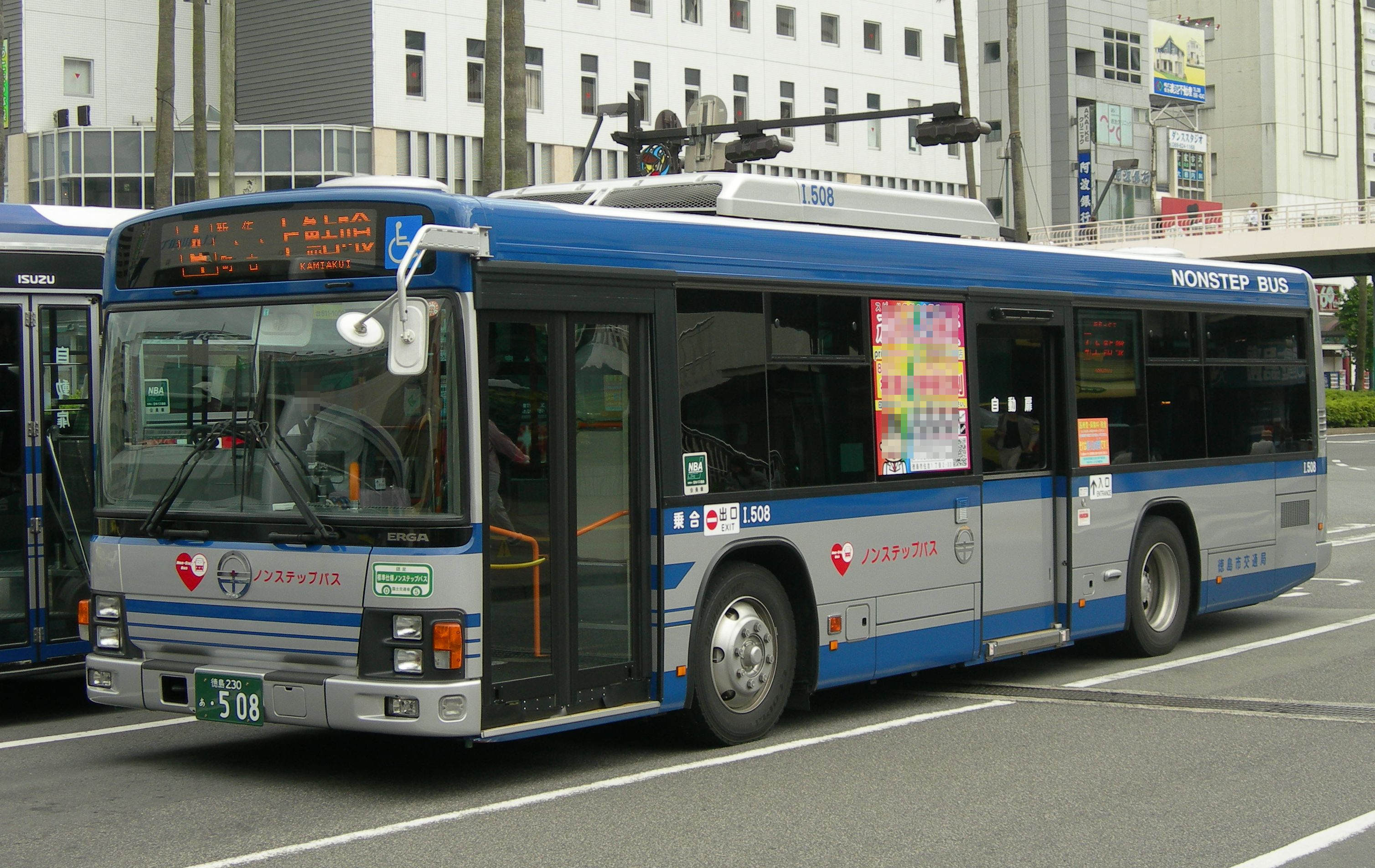
標準塗装をまとった徳島市交通局の大型路線バス
（いすゞ・エルガ、I.508号車、徳島駅前にて）

徳島市交通局（とくしましこうつうきょく）は、徳島市営自動車運送事業条例（昭和39年3月30日徳島市条例第59号）に基づき、徳島県徳島市が運営する、公営交通（路線バス）の運営を行う地方公営企業。同じく徳島市内に路線網を展開する徳島バスと区別するため、徳島市内では「市バス」と呼ばれている。
2021年4月からは、徳島市内を中心に路線バスを4路線（うち2路線は徳島バスと共同運行）を運行している。また、2010年11月末までは貸切バスの運行も行っていた。
2028年度をもって路線を全て民間委託し廃止される予定である。

## 概要
1929年（昭和4年）に市営バスの運行を開始。以降現在に至るまで、市民の足として徳島市内にくまなく路線を伸ばしてきた。なお、徳島市内の大半の地域に路線網を展開しているが、徳島市応神町全域と国府町西部への運行は一時期を除き行っておらず、この2つのエリアは周辺人口が比較的多いものの、徳島バスのみが運行している。
ピーク時の1960年代には1日平均利用者数は9万2,605人（1966年度）を数え、また、1日平均走行キロ数では1万7,000キロを超えていた。1960年代後半から1970年代にかけては、近年はモータリゼーションの伸展による影響で利用客が減少し、この利用客減による営業収入減少と経費増大により赤字が拡大した。
2002年10月10日に地元テレビ局の四国放送（JRT）『おはようとくしま』で放送された公共交通機関の運営状況に関する特集「生き残りをかける市営バス」によれば、徳島市営バスの利用者数は昭和40年（1965年）頃からほぼ毎年減少を続けている。またこの特集では、退職者の増加による退職金支払いの増加を一時期ピークに達した経費増加・赤字拡大の一因として挙げている。
こうした苦しい経営状況に対して交通局では、人件費など固定経費の削減や、不採算路線の減便・廃止（現在はピーク時の1/3にまで走行キロ数が削減された）による運行経費の削減など、徹底したコスト削減策を実施した。その一方で、徳島駅を起点に市街地の東西を回る「循環バス」（現在の中央循環線〈徳島バスが受託運行〉）の運行を開始するなど、営業収入の確保と利用客の開拓に向けた政策も行い、毎年度の経常赤字を解消する努力を行った。また、遊休・不要資産の売却も実施し、ピーク時には27億6,000万円（1995年）に上った累積債務の削減・解消を図り、この累積債務は平成20年度末に解消が見込まれている。
2014年度時点での1日の平均利用者数は1万418人。2008年度時点での平均走行キロ数は5,832キロメートルであった。
しかし、経営改善策を実施しても現状は大変厳しく、当初は黒字を確保していた循環バス路線を含め、現在は全路線で赤字運営を強いられており、一般会計からの繰入補助金に依存した経営が続いている。しかも、徳島市本体の財政も大変厳しい状況で、市バス事業への繰出金の安定的な確保は難しい状況となっている。さらに、今後も乗客減が続くと予想される上に、コスト削減や資産売却にも限界がある事から、経営状況は将来的には再び悪化し、2018年には16億円の不良債務を再び抱えるという予測が出されている。
このことから、徳島市では市バスの運営について考える検討委員会を設置して議論を行っている。同委員会では、さらなる減便・廃止による合理化や民間委託、高齢者に配布してきた無料パスカード（いわゆる「敬老パス」）の配布基準の厳格化や、パスカードを利用する高齢者に、従来無料としてきた運賃の一部負担を求めることなどを含めて、全般的・包括的な議論がなされている。また、特に採算性が悪いとされる市内均一運賃（200円）を超える路線を市直営の福祉バスとするという案も出されている。
また、貸切部門においては、2000年の規制緩和により新規参入が増え、苦しい価格競争を強いられていたため、2010年11月末をもって貸切事業から撤退した。なお、貸切車両8台は全て売却された。
既存路線の見直しに関しては、2011年10月1日のダイヤ改正からは大規模な路線再編・休止が本格化しており、既存路線を統合・再編するかたちで新たに「東部循環」「南部循環」「川内循環」の3つの循環路線が新設された。特に、7系統（宮島線、吉野川大橋経由富吉団地線）と14系統（川内線、前川町経由川内支所線）を再編するかたちで新設された川内循環線では、徳島市交通局では初めて小型ノンステップバス（日野・ポンチョ）3台が本路線専用・専属のバスとして導入され、またこちらも徳島市交通局では初めての試みとなる運行業務の全面民間委託（徳島バスに委託）が行われている。また、同一箇所に設置されていながら徳島市営バスと徳島バスで名称が異なっていた停留所の名称統一が図られたほか、10個の停留所が新設されるなどコミュニティ路線としての性格・色彩が与えられている。

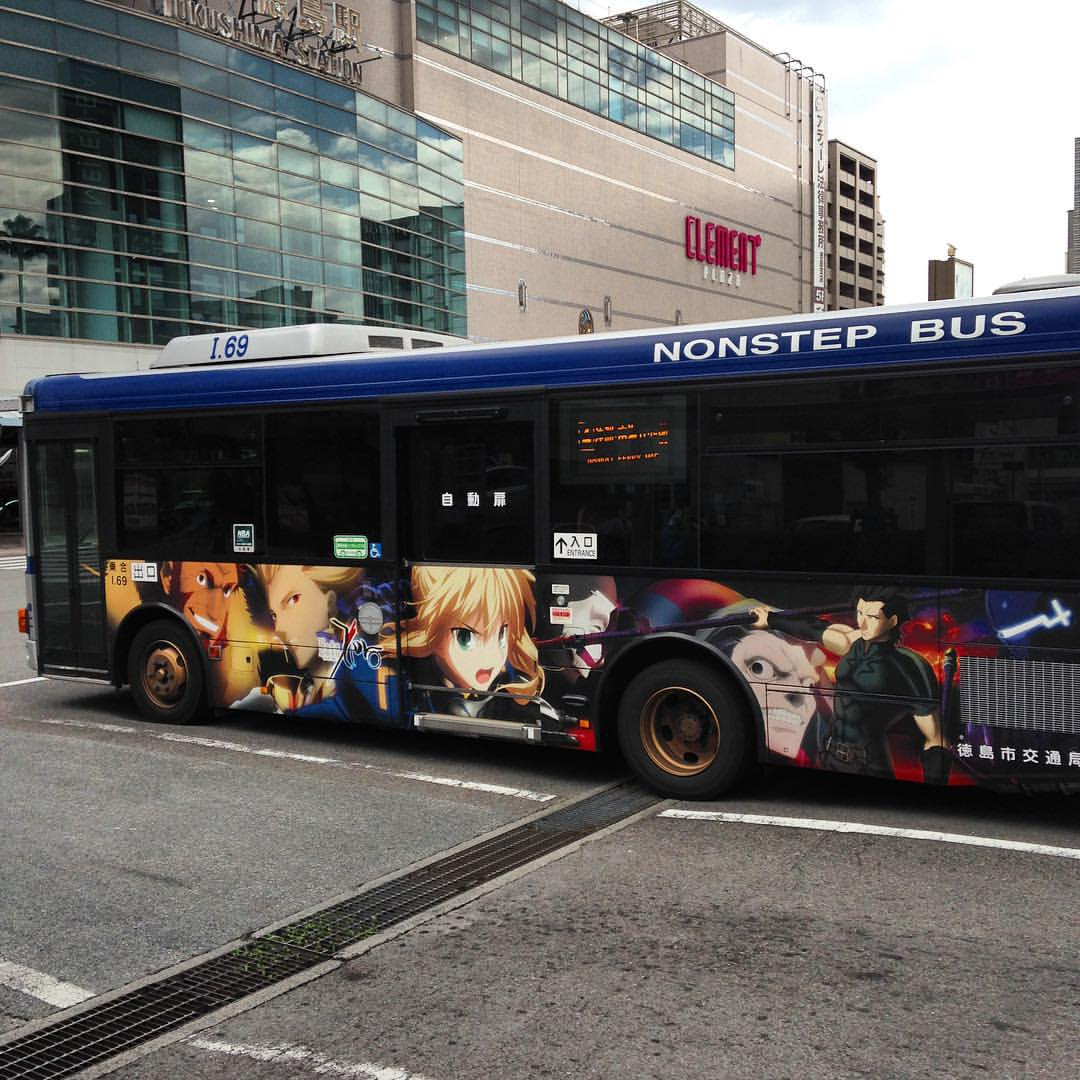
『Fate/Zero』のラッピングバス（2015年）

また変わった試みとして、徳島市にスタジオを持つアニメ製作会社ユーフォーテーブルとのタイアップで、2011年には同社作品である「Fate/Zero」ラッピングを纏ったバスの運行を開始している。通常時は一般路線用として運行しているが、2011年、市内で開催されたマチ★アソビ vol.7開催期間中の一部時間帯において、徳島駅前～阿波踊り会館前（眉山ロープウェイとの接続駅）間で臨時便として運行され、声優による専用アナウンスやスクリーンカットのLCD表示などを行った。また徳島駅の営業所においても特別回数券が販売されるなど、交通局全体でもイベントに協賛していた。なお、2012年には新たに「テイルズ オブ エクシリア2」のラッピングバスも登場し、2012年のマチ★アソビvol.8では同様の運行がなされた。
また、2019年10月の国際映画祭に合わせ、はたらく細胞、Fate/staynight[HF]、鬼滅の刃のラッピングバスも運行された。2022年のマチ★アソビvol.25では、SPY✕FAMILY、鬼滅の刃のラッピングバスがそれぞれ運行された。

### 交通局の廃止計画
2019年12月にパブリックコメント手続きに出された「徳島市交通局経営計画」において、上述したような経営努力を行っても黒字化の見込みがなく、徳島県内では地方公営企業が運営するバス事業は徳島市交通局だけとなり、全国的に公営バスの民間委託・移譲が進んでいることも踏まえ、令和10年（2028年）度末をめどとした交通局の廃止（路線を市長部局に移行し民間事業者に委託）が盛り込まれた。
廃止までの約9年間は、2020年1月現在運行されている5路線のうち、中央市場線を令和3年度に市長部局に完全移行（すなわち民間事業者への完全委託）、新浜線・万代車庫線を令和3年度に一部移行し、4路線（うち前述の2路線は民間事業者との共同運行）のみを運営する計画としている。また当計画発表以前も行っていたバス購入の停止と退職者不補充も継続して行うとしており、交通局全体の規模を順次縮小することとしている。

## 路線系統
2023年4月1日改正。
| 路線番号                                       | 経路（“ - ”は往路・復路とも同経路、“→”は往路・復路が異なる経路）                                                                                                 |
| ---------------------------------------------- | --- |
| 1系統                                          | 万代車庫 - 万代町 - 徳島駅前 |
| 1系統（廃止路線）                              | 万代車庫 - 昭和町 - 徳島駅前 |
| 1系統                                          | 徳島駅前 - 新町 - 佐古 - 県立中央病院·徳島大学病院前 - 総合メディカルゾーン(平日の一部時間のみ) - 上鮎喰                                                         |
| 1系統                                          | 徳島駅前 - 八百屋町 - 新蔵町 - 県庁前 - 昭和町 - 津田 |
| 1系統                                          | 徳島駅前 - 八百屋町 - 新蔵町 - 県庁前 - 万代町 - 昭和町 - 津田                                                                                                   |
| 1系統                                          | 上鮎喰 - 総合メディカルゾーン（平日の一部時間のみ） - 県立中央病院·徳島大学病院前 - 佐古 - 新町 - 徳島駅前 - 八百屋町 - 新蔵町 - 県庁前 - 昭和町 - 津田          |
| 1系統                                          | 上鮎喰 - 総合メディカルゾーン（平日の一部時間のみ） - 県立中央病院·徳島大学病院前 - 佐古 - 新町 - 徳島駅前 - 八百屋町 - 新蔵町 - 県庁前 - 万代町 - 昭和町 - 津田 |
| 1系統（廃止路線）                              | 上鮎喰 - 佐古 - 新町 - 徳島駅前 - 八百屋町 - 新蔵町 - 県庁前 - 昭和町 - 津田 - 津田木材団地                                                                      |
| 1系統（廃止路線）                              | 徳島駅前 - 八百屋町 - 新蔵町 - 県庁前 - 昭和町 - 津田 - 津田木材団地                                                                                             |
| 1系統（廃止路線）                              | 徳島駅前 - 八百屋町 - 新蔵町 - 県庁前 - 昭和町 - 津田 - オーシャンフェリー前                                                                                     |
| 1系統                                          | 徳島駅前 - 八百屋町 - 新蔵町 - 県庁前 - 昭和町 - 新浜町一丁目 - 希望の郷                                                                                         |
| 1系統                                          | 上鮎喰 - 佐古 - 新町 - 徳島駅前 - 八百屋町 - 新蔵町 - 県庁前 - 昭和町 - 新浜町一丁目 - 希望の郷                                                                  |
| 2系統                                          | 徳島駅前 - 新町 - 大道 - 二軒屋駅前 - 法花 |
| 2系統                                          | 徳島駅前 - 新町 - 大道 - 二軒屋駅前 - 文化の森 - 法花 |
| 2系統（廃止路線）                              | 徳島駅前 - 公園前 - 助任小橋 - 吉野川橋 |
| 2系統（廃止路線）                              | 徳島駅前 - 公園前 - 助任小橋 - 吉野川橋 - 四国女子大前 - 鯛浜 |
| 3系統（東部循環に統合）                        | 徳島駅前 - 公園前 - 市民病院前 - 徳島商業高校前 |
| 3系統（廃止路線）                              | 徳島駅前 - 公園前 - 市民病院前 - 徳島市立高校前 |
| 3系統                                          | 徳島駅前 - 公園前 - 市民病院前 - 徳島市立高校前 - 中央卸売市場 - 沖洲マリンターミナル                                                                            |
| 3系統                                          | 徳島駅前 - 公園前 - 市民病院前 - 徳島市立高校前 - 中央卸売市場 - サテライト徳島 - 沖洲マリンターミナル                                                           |
| 3系統                                          | 徳島駅前 - 公園前 - 市民病院前 - 徳島市立高校前 - 中央卸売市場 - サテライト徳島 - 沖洲マリンターミナル - オーシャン東九フェリー                                  |
| 3系統                                          | オーシャン東九フェリー→徳島駅前（直行便、フェリー入港日のみ運行）                                                                                                |
| 3系統（僧都～マリンターミナルの直通運行廃止）  | 僧都→名東→上鮎喰→佐古→元町→徳島駅前 - 公園前 - 市民病院前 - 徳島市立高校前 - 中央卸売市場 - 沖洲マリンターミナル                                                 |
| 4系統                                          | 徳島駅前 - 安宅町 - 沖洲小学校前 - 南海フェリー前 |
| 4系統                                          | 徳島駅前 - 安宅町 - 沖洲小学校前 - マリンピア - 南海フェリー前                                                                                                   |
| 4系統【周回便右回り】                          | 徳島駅前→安宅町→沖洲小学校前→南海フェリー前→南末広町→安宅町→徳島駅前 ※平日のみ運行                                                                               |
| 4系統【周回便左回り】                          | 徳島駅前→安宅町→南末広町→南海フェリー前→沖洲小学校前→安宅町→徳島駅前 ※平日のみ運行                                                                               |
| 4系統                                          | 上鮎喰 - 総合メディカルゾーン（平日の一部時間のみ） - 県立中央病院·徳島大学病院前 - 佐古 - 新町 - 徳島駅前 - 安宅町 - 沖洲小学校前 - 南海フェリー前              |
| 5系統                                          | 徳島商業高校前→福住橋→徳島大学工学部前→徳島駅前→新町→佐古→地蔵院                                                                                                 |
| 5系統                                          | 地蔵院→佐古→元町→徳島駅前→徳島大学工学部前→福住橋→徳島商業高校前                                                                                                 |
| 6系統                                          | 徳島駅前 - 公園前 - 田宮 - 矢三 - 島田石橋 |
| 6系統                                          | 徳島駅前 - 新町 - 秋田町 - 市原 |
| 6系統                                          | 徳島駅前 - 新町 - 秋田町 - 市原 - 文化の森 |
| 6系統（廃止路線）                              | 市原 - 文化の森（徳島駅前発・市原行が接続、市原で乗り換え） |
| 6系統                                          | 島田石橋 - 矢三 - 田宮 - 公園前 - 徳島駅前 - 新町 - 秋田町 - 市原                                                                                                |
| 7系統                                          | 徳島駅前→両国→仲之町→富田小学校前→ふれあい健康館→文化の森駅東→文化の森→市原                                                                                      |
| 7系統                                          | 市原→文化の森→文化の森駅東→ふれあい健康館→富田小学校前→幸町→徳島中央郵便局前→徳島駅前                                                                            |
| 7系統（川内循環に統合）                        | 徳島駅前 - 公園前 - 吉野川大橋 - 鶴島 - 富吉団地 |
| 7系統                                          | 徳島駅前 - 公園前 - 北常三島 - 小松海水浴場（小松海水浴場営業期間中のみの運行）                                                                                  |
| 8系統                                          | 徳島駅前 - 安宅町 - 南末広町 - イオンモール徳島 |
| 8系統（東部循環に統合）                        | 徳島駅前 - 福島新橋 - 南末広町 - 末広住宅前 |
| 9系統                                          | 徳島駅前→両国→秋田町→徳島文理大学前→山城町→ふれあい健康館 |
| 9系統                                          | ふれあい健康館→山城町→徳島文理大学前→秋田町→新町→徳島駅前 |
| 9系統（廃止路線）                              | 徳島駅前 - 前川町 - NHK前（旧放送局） |
| 10系統                                         | 上鮎喰→蔵本中央病院大学病院前→佐古→新町→徳島駅前 |
| 11系統                                         | 徳島駅前 - 両国 - 大道 - 法花 - 八多 |
| 11系統                                         | 徳島駅前 - 両国 - 大道 - 法花 - 八多 - 五滝 |
| 11系統                                         | 徳島駅前 - 両国 - 大道 - 法花 - 八多 - 大久保 |
| 11系統                                         | 徳島駅前 - 両国 - 大道 - 法花 - 渋野 ‐ 丈六寺南 |
| 11系統                                         | 徳島駅前 - 両国 - 大道 - 法花 - とくしま動物園 - 渋野 - 丈六寺南                                                                                                 |
| 11系統（廃止路線）                             | 徳島駅前 - 両国 - 大道 - 法花 - 渋野 |
| 11系統（廃止路線）                             | 徳島駅前 - 両国 - 大道 - 法花 - とくしま動物園 - 渋野 |
| 11系統（廃止路線）                             | 徳島駅前 - 両国 - 大道 - 法花 - 渋野 - 片山谷 |
| 11系統（廃止路線）                             | 徳島駅前 - 両国 - 大道 - 法花 - 多家良 - 中津峰 |
| 12系統                                         | 徳島駅前→両国→仲之町→富田小学校前→ふれあい健康館→大野→法花→八多                                                                                                  |
| 12系統                                         | 八多→法花→大野→ふれあい健康館→富田小学校前→幸町→徳島中央郵便局前→徳島駅前                                                                                        |
| 12系統                                         | 徳島駅前→両国→仲之町→富田小学校前→ふれあい健康館→大野→法花→八多→五滝（下りのみの運行）                                                                           |
| 13系統                                         | 徳島駅前 - 新蔵町 - 県庁前 - 昭和町 - 津田 - 論田 - 第二団地 |
| 13系統                                         | 徳島駅前 - 新蔵町 - 県庁前 - 昭和町 - 津田 - 論田 - 第二団地 - 大神子テニスセンター                                                                              |
| 13系統                                         | 徳島駅前→新蔵町→県庁前→昭和町→津田→論田→大神子テニスセンター（下りのみの運行）                                                                                   |
| 13系統（廃止路線）                             | 大神子テニスセンター→論田→津田→昭和町→県庁前→新蔵町→徳島駅前 |
| 13系統（廃止路線）                             | 徳島駅前 - 新蔵町 - 県庁前 - 昭和町 - 津田 - 論田 - 大神子口 - 中田 - 小松島港                                                                                   |
| 14系統（川内循環に統合）                       | 徳島駅前 - 前川町 - 四国大学前 - 川内支所前 |
| 14系統（川内循環に統合）                       | 徳島駅前 - 前川町 - 古川 - 鈴江 - 鶴島 - 富吉団地 |
| 15系統                                         | 徳島駅前→新町→佐古→中央病院・徳島大学病院前→不動 |
| 15系統                                         | 不動→不動南団地→中央病院・徳島大学病院前→佐古→元町→徳島駅前 |
| 16系統                                         | 徳島駅前→元町→体育館前→三ツ合橋→田宮→不動 |
| 16系統                                         | 不動→不動南団地→田宮→三ツ合橋→体育館前→元町→徳島駅前 |
| 16系統（廃止路線）                             | 徳島駅前→新町→佐古駅前→田宮→不動 |
| 16系統（廃止路線）                             | 不動→不動南団地→田宮→佐古駅前→元町→徳島駅前 |
| 17系統                                         | 徳島駅前→新町→佐古→上鮎喰→名東→僧都 |
| 17系統                                         | 僧都→名東→上鮎喰→佐古→元町→徳島駅前 |
| 17系統（マリンターミナル～僧都の直通運行廃止） | 沖洲マリンターミナル - 中央卸売市場 - 徳島市立高校前 - 市民病院前 - 公園前 - 徳島駅前→新町→佐古→上鮎喰→名東→僧都                                                 |
| 17系統                                         | 徳島駅前→新町→佐古→城西高校前→地蔵院 |
| 17系統                                         | 地蔵院→城西高校前→佐古→元町→徳島駅前 |
| 17系統                                         | 徳島駅前→新町→佐古→上鮎喰→府中→延命→一宮→入田→天の原西→徳島刑務所前                                                                                              |
| 17系統（廃止路線）                             | 徳島駅前→新町→佐古→上鮎喰→名東→僧都→一宮→入田→天の原西→徳島刑務所前                                                                                              |
| 17系統                                         | 徳島刑務所前→天の原西→入田→一宮→延命→府中→上鮎喰→佐古→元町→徳島駅前                                                                                              |
| 17系統（廃止路線）                             | 徳島刑務所前→天の原西→入田→一宮→僧都→名東→上鮎喰→佐古→元町→徳島駅前                                                                                              |
| 18系統                                         | 徳島駅前 - 両国 - 市原 - 大木 - しらさぎ台 - 一宮 - 入田 - 天の原西 - 徳島刑務所前                                                                               |
| 18系統                                         | 徳島駅前 - 両国 - 市原 - 大木 - しらさぎ台 - 一宮 |
| 18系統                                         | 徳島駅前 - 両国 - 市原 - 大木 - しらさぎ台 |
| 18系統                                         | 西地→しらさぎ台→大木→市原→富田橋通り→幸町→中央郵便局前→徳島駅前（上りのみの運行）                                                                                |
| 18系統（廃止路線）                             | 徳島駅前→両国→市原→大木→しらさぎ台→西地（下りのみの運行） |
| 19系統（南部循環に統合）                       | 徳島駅前→新町→仲之町→県庁前→昭和町→新浜西 |
| 19系統（南部循環に統合）                       | 新浜西→昭和町→県庁前→仲之町→両国→徳島駅前 |
| 19系統（廃止路線）                             | 上鮎喰→佐古→元町→徳島駅前→新町→仲之町→県庁前→昭和町→新浜西 |
| 19系統（廃止路線）                             | 新浜西→昭和町→県庁前→仲之町→両国→徳島駅前→新町→佐古→上鮎喰 |
| 19系統（廃止路線）                             | 上鮎喰→佐古→元町→徳島駅前（上りのみの運行） |
| 20系統（廃止路線）                             | 徳島駅前→新町→佐古→蔵本→上鮎喰→府中→鳥坂 |
| 20系統（廃止路線）                             | 鳥坂→府中→上鮎喰→蔵本→佐古→元町→徳島駅前 |
| 21系統（南部循環に統合）                       | 徳島駅前 - 新町 - 仲之町 - 55号バイパス - 新浜西 |
| 22系統（上鮎喰～ふれあい健康館の直通運行廃止） | 上鮎喰→佐古→新町→徳島駅前→両国→仲之町→55号バイパス→徳島文理大学前→山城町→ふれあい健康館                                                                          |
| 22系統                                         | ふれあい健康館→山城町→徳島文理大学前→55号バイパス→仲之町→両国→徳島駅前                                                                                           |
| 23系統                                         | 徳島駅前→新蔵町→55号バイパス→アスティ徳島（下りのみの運行） |
| 24系統                                         | 徳島駅前 - 安宅町 - 南末広町 - イオンモール徳島 - 末広大橋 - 津田                                                                                                |
| 31系統【中央循環右回り】                       | 徳島駅前→新町→佐古→中央病院・徳島大学病院前→島田石橋→田宮→市民病院前→公園前→中央郵便局前→徳島駅前                                                                |
| 31系統【中央循環左回り】                       | 徳島駅前→八百屋町→中央郵便局前→公園前→田宮→島田石橋→中央病院・徳島大学病院前→佐古→新町→徳島駅前                                                                  |
| 32系統【東部循環右回り】                       | 徳島駅前→助任橋→市民病院玄関前(一部時間のみ)→市民病院前→住吉→徳島商業高校前→安宅→末広住宅前→南末広町→中洲町→徳島駅前                                             |
| 32系統【東部循環左回り】                       | 徳島駅前→中洲町→南末広町→末広住宅前→安宅→徳島商業高校前→住吉→市民病院玄関前(一部時間のみ)→市民病院前→徳大前→公園前→徳島駅前                                      |
| 33系統【南部循環右回り】                       | 徳島駅前→両国橋→仲之町→昭和町→津田小橋→新浜→希望の郷前→沖須賀橋→ふれあい健康館→山城町→南昭和町→秋田町→新町→徳島駅前                                              |
| 33系統【南部循環左回り】                       | 徳島駅前→新町→秋田町→南昭和町→山城町→ふれあい健康館→沖須賀橋→希望の郷前→新浜→津田小橋→昭和町→仲之町→両国橋→徳島駅前                                              |
| 34系統【川内循環右回り】                       | 徳島駅前→前川町→吉野川橋→四国大学前→川内支所前→平石住吉→米津団地→あいあい温泉前→富吉団地→吉野川大橋→公園前→徳島駅前 （注）市民病院玄関前は経由しない。           |
| 34系統【川内循環左回り】                       | 徳島駅前→助任橋→市民病院玄関前（※）→吉野川大橋→富吉団地→あいあい温泉前→米津団地→平石住吉→川内支所前→四国大学前→吉野川橋→前川町→徳島駅前 （※）一部の便のみ。      |
| 臨時（廃止路線）                               | 徳島駅前 - 両国 - 大道 - 市原 - 大木 - 田中（徳島市八万町の恒例行事「砂灸」が行なわれるときのみの運行）。※2010年9月23日の運行をもって廃止された。                |

## 路線再編について
2011年（平成23年）10月以降、順次民間委託や路線再編が行われている。再編内容は次の通りとなっている。2015年（平成27年）以降は市内均一区間を運行する中央循環線など、民間と競合する路線の委託が進められている。

### 2011年（平成23年）10月
- 休止（事実上廃止）された系統

| 路線番号 | 休止前の運行経路                                                                            | 休止（事実上廃止）内容               | 運行委託先 |
| -------- | ------------------------------------------------------------------------------------------- | ------------------------------------ | ---------- |
| 1系統    | 上鮎喰 - 佐古 - 新町 - 徳島駅前 - 八百屋町 - 新蔵町 - 県庁前 - 昭和町 - 津田 - 津田木材団地 | 部分廃止（津田 - 津田木材団地間）    | －         |
| 1系統    | 徳島駅前 - 八百屋町 - 新蔵町 - 県庁前 - 昭和町 - 津田 - 津田木材団地                        | 部分廃止（津田 - 津田木材団地間）    | －         |
| 1系統    | 万代車庫 - 昭和町 - 徳島駅前                                                                | 休止（事実上廃止）                   | －         |
| 2系統    | 徳島駅前 - 公園前 - 助任小橋 - 吉野川橋                                                     | 休止（事実上廃止）                   | －         |
| 6系統    | 市原 - 文化の森（徳島駅前発・市原行が接続、市原で乗り換え）                                 | 廃止（但し、市原行の一部が延長運行） | －         |
| 14系統   | 徳島駅前 - 前川町 - 古川 - 鈴江 - 鶴島 - 富吉団地                                           | 部分廃止（古川 - 鈴江間）            | 徳島バス   |
| 19系統   | 上鮎喰→佐古→元町→徳島駅前→新町→仲之町→県庁前→昭和町→新浜西                                  | 休止（事実上廃止）                   | －         |
| 19系統   | 新浜西→昭和町→県庁前→仲之町→両国→徳島駅前→新町→佐古→上鮎喰                                  | 休止（事実上廃止）                   | －         |
| 19系統   | 上鮎喰→佐古→元町→徳島駅前（上りのみの運行）                                                 | 休止（事実上廃止）                   | －         |

- 再編された系統

| 路線番号       | 再編前の運行経路                                          | 再編後の路線名 | 運行委託先     |
| -------------- | --------------------------------------------------------- | -------------- | -------------- |
| 7系統          | 徳島駅前 - 公園前 - 吉野川大橋 - 鶴島 - 富吉団地          | 川内循環線     | 徳島バス       |
| 14系統         | 徳島駅前 - 前川町 - 四国大学前 - 川内支所前               | 川内循環線     | 徳島バス       |
| 3系統          | 徳島駅前 - 公園前 - 市民病院前 - 徳島商業高校前           | 東部循環線     | （交通局直営） |
| 8系統          | 徳島駅前 - 福島新橋 - 南末広町 - 末広住宅前               | 東部循環線     | （交通局直営） |
| 9系統（下り）  | 徳島駅前→両国→秋田町→徳島文理大学前→山城町→ふれあい健康館 | 南部循環線     | 徳島バス       |
| 9系統（上り）  | ふれあい健康館→山城町→徳島文理大学前→秋田町→新町→徳島駅前 | 南部循環線     | 徳島バス       |
| 19系統（下り） | 徳島駅前→新町→仲之町→県庁前→昭和町→新浜西                 | 南部循環線     | 徳島バス       |
| 19系統（上り） | 新浜西→昭和町→県庁前→仲之町→両国→徳島駅前                 | 南部循環線     | 徳島バス       |
| 21系統         | 徳島駅前 - 新町 - 仲之町 - 55号バイパス - 新浜西          | 南部循環線     | 徳島バス       |

- 再編後の系統

| 路線番号 | 路線名   | 左右種別 | 運行経路 |
| -------- | -------- | -------- | --- |
| （なし） | 川内循環 | 右回り   | 徳島駅前→前川町→吉野川橋→四国大学前→川内支所前→平石住吉→米津団地→あいあい温泉前→富吉団地→吉野川大橋→公園前→徳島駅前 （注）市民病院玄関前は経由しない。      |
| （なし） | 川内循環 | 左回り   | 徳島駅前→助任橋→市民病院玄関前（※）→吉野川大橋→富吉団地→あいあい温泉前→米津団地→平石住吉→川内支所前→四国大学前→吉野川橋→前川町→徳島駅前 （※）一部の便のみ。 |
| 32系統   | 東部循環 | 右回り   | 徳島駅前→助任橋→市民病院前→住吉→徳島商業高校前→安宅→末広住宅前→南末広町→中洲町→徳島駅前                                                                     |
| 32系統   | 東部循環 | 左回り   | 徳島駅前→中洲町→南末広町→末広住宅前→安宅→徳島商業高校前→住吉→市民病院前→徳大前→公園前→徳島駅前                                                              |
| 33系統   | 南部循環 | 右回り   | 徳島駅前→両国橋→仲之町→昭和町→津田小橋→新浜→希望の郷前→沖須賀橋→ふれあい健康館→山城町→南昭和町→秋田町→新町→徳島駅前                                         |
| 33系統   | 南部循環 | 左回り   | 徳島駅前→新町→秋田町→南昭和町→山城町→ふれあい健康館→沖須賀橋→希望の郷前→新浜→津田小橋→昭和町→仲之町→両国橋→徳島駅前                                         |

- 期間限定運行

| 路線番号 | 運行経路                                                                        | 再編後の路線名 | 運行委託先 |
| -------- | ------------------------------------------------------------------------------- | -------------- | ---------- |
| 7系統    | 徳島駅前 - 公園前 - 北常三島 - 小松海水浴場（小松海水浴場営業期間中のみの運行） | 小松海岸線     | 徳島バス   |

### 2012年（平成24年）10月
- 再編された系統

※路線番号は変更せず、そのまま徳島バスに引き継がれている。
| 路線番号       | 再編後の運行経路                                                                   | 再編後の路線名 | 運行委託先 |
| -------------- | ---------------------------------------------------------------------------------- | -------------- | ---------- |
| 5系統（下り）  | 徳島商業高校前→福住橋→徳島大学工学部前→徳島駅前→新町→佐古→地蔵院                   | 17号線         | 徳島バス   |
| 5系統（上り）  | 地蔵院→佐古→元町→徳島駅前→徳島大学工学部前→福住橋→徳島商業高校前                   | 17号線         | 徳島バス   |
| 17系統（下り） | 徳島駅前→新町→佐古→上鮎喰→名東→僧都                                                | 17号線         | 徳島バス   |
| 17系統（上り） | 僧都→名東→上鮎喰→佐古→元町→徳島駅前                                                | 17号線         | 徳島バス   |
| 17系統（下り） | 徳島駅前→新町→佐古→上鮎喰→府中→延命→一宮→入田→天の原西→徳島刑務所前                | 天の原西線     | 徳島バス   |
| 17系統（上り） | 徳島刑務所前→天の原西→入田→一宮→延命→府中→上鮎喰→佐古→元町→徳島駅前                | 天の原西線     | 徳島バス   |
| 18系統         | 徳島駅前 - 両国 - 市原 - 大木 - しらさぎ台 - 一宮 - 入田 - 天の原西 - 徳島刑務所前 | 一宮線         | 徳島バス   |
| 18系統         | 徳島駅前 - 両国 - 市原 - 大木 - しらさぎ台 - 一宮                                  | 一宮線         | 徳島バス   |
| 18系統         | 徳島駅前 - 両国 - 市原 - 大木 - しらさぎ台                                         | 一宮線         | 徳島バス   |
| 18系統         | 西地→しらさぎ台→大木→市原→富田橋通り→幸町→中央郵便局前→徳島駅前（上りのみの運行）  | 一宮線         | 徳島バス   |

### 2013年（平成25年）10月
※大神子線は一部の便を第二団地発着に変更し、第二団地発着便は小型バス車両での運行となる。また大神子発着便については、上りは全便、下りは朝1便を除き全て第二団地を経由する。不動線の田宮経由便は、三ツ合橋・前川町を通過するルートに変更する。
- 休止（事実上廃止）された系統

| 路線番号       | 休止前の運行経路                                             | 休止（事実上廃止）内容                  | 運行委託先 |
| -------------- | ------------------------------------------------------------ | --------------------------------------- | ---------- |
| 13系統（上り） | 大神子テニスセンター→論田→津田→昭和町→県庁前→新蔵町→徳島駅前 | 休止（事実上廃止）                      | 徳島バス   |
| 16系統（下り） | 徳島駅前→新町→佐古駅前→田宮→不動                             | 部分廃止（新町 - JA会館前間）           | 徳島バス   |
| 16系統（上り） | 不動→不動南団地→田宮→佐古駅前→元町→徳島駅前                  | 部分廃止（JA会館前 - 郷土文化会館前間） | 徳島バス   |

- 再編された系統

| 路線番号       | 再編後の運行経路                                                                    | 再編後の路線名 | 運行委託先 |
| -------------- | ----------------------------------------------------------------------------------- | -------------- | ---------- |
| 13系統         | 徳島駅前 - 新蔵町 - 県庁前 - 昭和町 - 津田 - 論田 - 第二団地                        | 大神子線       | 徳島バス   |
| 13系統         | 徳島駅前 - 新蔵町 - 県庁前 - 昭和町 - 津田 - 論田 - 第二団地 - 大神子テニスセンター | 大神子線       | 徳島バス   |
| 13系統         | 徳島駅前→新蔵町→県庁前→昭和町→津田→論田→大神子テニスセンター（下りのみの運行）      | 大神子線       | 徳島バス   |
| 15系統（下り） | 徳島駅前→新町→佐古→中央病院・徳島大学病院前→不動                                    | 不動線         | 徳島バス   |
| 15系統（上り） | 不動→不動南団地→中央病院・徳島大学病院前→佐古→元町→徳島駅前                         | 不動線         | 徳島バス   |
| 16系統（下り） | 徳島駅前→元町→体育館前→三ツ合橋→田宮→不動                                           | 不動線         | 徳島バス   |
| 16系統（上り） | 不動→不動南団地→田宮→三ツ合橋→体育館前→元町→徳島駅前                                | 不動線         | 徳島バス   |

### 2014年（平成26年）10月
※五滝線は、従来の運行ルートに加え、ふれあい健康館を経由するルートを新設する。渋野線は、従来の運行ルートをそのまま延伸し、丈六団地を経由して丈六寺南を起終点として運行する。
- 休止（事実上廃止）された系統

| 路線番号 | 休止前の運行経路                                      | 休止（事実上廃止）内容               | 運行委託先 |
| -------- | ----------------------------------------------------- | ------------------------------------ | ---------- |
| 11系統   | 徳島駅前 - 両国 - 大道 - 法花 - 渋野                  | 丈六まで延伸のため休止（事実上廃止） | 徳島バス   |
| 11系統   | 徳島駅前 - 両国 - 大道 - 法花 - とくしま動物園 - 渋野 | 丈六まで延伸のため休止（事実上廃止） | 徳島バス   |

- 再編された系統

| 路線番号 | 再編前の運行経路                                      | 再編後の路線名 | 運行委託先 |
| -------- | ----------------------------------------------------- | -------------- | ---------- |
| 11系統   | 徳島駅前 - 両国 - 大道 - 法花 - 八多                  | 五滝線         | 徳島バス   |
| 11系統   | 徳島駅前 - 両国 - 大道 - 法花 - 八多 - 五滝           | 五滝線         | 徳島バス   |
| 11系統   | 徳島駅前 - 両国 - 大道 - 法花 - 八多 - 大久保         | 五滝線         | 徳島バス   |
| 11系統   | 徳島駅前 - 両国 - 大道 - 法花 - 渋野                  | 渋野線         | 徳島バス   |
| 11系統   | 徳島駅前 - 両国 - 大道 - 法花 - とくしま動物園 - 渋野 | 渋野線         | 徳島バス   |

- 再編後の系統

| 路線番号       | 再編後の運行経路                                                                       | 再編後の路線名 | 運行委託先 |
| -------------- | -------------------------------------------------------------------------------------- | -------------- | ---------- |
| 11系統         | 徳島駅前 - 両国 - 大道 - 法花 - 八多                                                   | 五滝線         | 徳島バス   |
| 11系統         | 徳島駅前 - 両国 - 大道 - 法花 - 八多 - 五滝                                            | 五滝線         | 徳島バス   |
| 11系統         | 徳島駅前 - 両国 - 大道 - 法花 - 八多 - 大久保                                          | 五滝線         | 徳島バス   |
| 11系統         | 徳島駅前 - 両国 - 大道 - 法花 - 渋野 - 丈六寺南                                        | 渋野線         | 徳島バス   |
| 11系統         | 徳島駅前 - 両国 - 大道 - 法花 - とくしま動物園 - 渋野 - 丈六寺南                       | 渋野線         | 徳島バス   |
| 12系統（下り） | 徳島駅前→両国→仲之町→富田小学校前→ふれあい健康館→大野→法花→八多                        | 五滝線         | 徳島バス   |
| 12系統（上り） | 八多→法花→大野→ふれあい健康館→富田小学校前→幸町→徳島中央郵便局前→徳島駅前              | 五滝線         | 徳島バス   |
| 12系統         | 徳島駅前→両国→仲之町→富田小学校前→ふれあい健康館→大野→法花→八多→五滝（下りのみの運行） | 五滝線         | 徳島バス   |

### 2015年（平成27年）4月
- 再編された系統

※路線番号は変更せず、そのまま徳島バスに引き継がれる。
| 路線番号       | 再編後の運行経路 | 再編後の路線名 | 運行委託先 |
| -------------- | --- | -------------- | ---------- |
| 9系統（下り）  | 徳島駅前→両国→秋田町→徳島文理大学前→山城町→ふれあい健康館                                                           | 山城線         | 徳島バス   |
| 9系統（上り）  | ふれあい健康館→山城町→徳島文理大学前→秋田町→新町→徳島駅前                                                           | 山城線         | 徳島バス   |
| 22系統（下り） | 徳島駅前→両国→仲之町→55号バイパス→徳島文理大学前→山城町→ふれあい健康館                                              | 山城線         | 徳島バス   |
| 22系統（上り） | ふれあい健康館→山城町→徳島文理大学前→55号バイパス→仲之町→両国→徳島駅前                                              | 山城線         | 徳島バス   |
| 23系統         | 徳島駅前→新蔵町→55号バイパス→アスティとくしま（下りのみの運行）                                                     | 山城線         | 徳島バス   |
| 31系統         | 徳島駅前→新町→佐古→中央病院・徳島大学病院前→島田石橋→田宮→市民病院前→公園前→中央郵便局前→徳島駅前                   | 中央循環線     | 徳島バス   |
| 31系統         | 徳島駅前→八百屋町→中央郵便局前→公園前→田宮→島田石橋→中央病院・徳島大学病院前→佐古→新町→徳島駅前                     | 中央循環線     | 徳島バス   |
| 33系統         | 徳島駅前→両国橋→仲之町→昭和町→津田小橋→新浜→希望の郷前→沖須賀橋→ふれあい健康館→山城町→南昭和町→秋田町→新町→徳島駅前 | 南部循環線     | 徳島バス   |
| 33系統         | 徳島駅前→新町→秋田町→南昭和町→山城町→ふれあい健康館→沖須賀橋→希望の郷前→新浜→津田小橋→昭和町→仲之町→両国橋→徳島駅前 | 南部循環線     | 徳島バス   |

### 2016年（平成28年）4月
- 再編された系統

※市原線は、従来の運行ルートに加え、ふれあい健康館を経由するルートを新設する。
| 路線番号 | 再編後の運行経路                           | 再編後の路線名 | 運行委託先 |
| -------- | ------------------------------------------ | -------------- | ---------- |
| 6系統    | 徳島駅前 - 公園前 - 田宮 - 矢三 - 島田石橋 | 島田石橋線     | 徳島バス   |
| 6系統    | 徳島駅前 - 新町 - 秋田町 - 市原            | 市原線         | 徳島バス   |
| 6系統    | 徳島駅前 - 新町 - 秋田町 - 市原 - 文化の森 | 市原線         | 徳島バス   |

- 再編後の系統

| 路線番号      | 再編後の運行経路                                                                      | 再編後の路線名 | 運行委託先 |
| ------------- | ------------------------------------------------------------------------------------- | -------------- | ---------- |
| 6系統         | 徳島駅前 - 公園前 - 田宮 - 矢三 - 島田石橋                                            | 島田石橋線     | 徳島バス   |
| 6系統         | 徳島駅前 - 新町 - 秋田町 - 市原                                                       | 市原線         | 徳島バス   |
| 6系統         | 徳島駅前 - 新町 - 秋田町 - 市原 - 文化の森                                            | 市原線         | 徳島バス   |
| 7系統（下り） | 徳島駅前→両国→仲之町→富田小学校前→ふれあい健康館→文化の森駅東→文化の森→市原           | 市原線         | 徳島バス   |
| 7系統（上り） | 市原→文化の森→文化の森駅東→ふれあい健康館→富田小学校前→幸町→徳島中央郵便局前→徳島駅前 | 市原線         | 徳島バス   |

### 2018年（平成30年）4月
- 法花線を徳島バスに運行委託し（徳島バス専用車両で運行するも徳島駅前乗り場や運賃は現行どおり）、一部便を文化の森経由（徳島駅前～新町～二軒屋駅前～法花大橋～文化の森～法花回転場）に変更し、一部のダイヤ改正
- 天の原西線と一宮線と不動線と南部循環線の各バス停留所通過予定時刻が数分程度変更
- 17号線と大神子線（全便大神子テニスセンター前まで運行）と渋野線と五滝線と中央循環線と山城線と市原線と島田石橋線の徳島駅発と終点発の一部のダイヤ改正
- 川内循環線は変更無し

### 2021年（令和3年）4月
- 再編された系統[14]

※路線番号は変更せず、中央市場線はそのまま徳島バスに引き継がれ、新浜線・万代車庫線は徳島市交通局と徳島バスが共同運行という形になった。
| 路線番号 | 再編後の運行経路 | 再編後の路線名 | 運行会社               |
| -------- | --- | -------------- | ---------------------- |
| 1系統    | 万代車庫 - 万代町 - 徳島駅前 | 万代車庫線     | 徳島市交通局・徳島バス |
| 1系統    | 徳島駅前 - 八百屋町 - 新蔵町 - 県庁前 - 昭和町 - 新浜町一丁目 - 希望の郷                                                        | 新浜線         | 徳島市交通局・徳島バス |
| 1系統    | 上鮎喰 - 佐古 - 新町 - 徳島駅前 - 八百屋町 - 新蔵町 - 県庁前 - 昭和町 - 新浜町一丁目 - 希望の郷                                 | 新浜線         | 徳島市交通局・徳島バス |
| 3系統    | 徳島駅前 - 公園前 - 市民病院前 - 徳島市立高校前 - 中央卸売市場 - 沖洲マリンターミナル                                           | 中央市場線     | 徳島バス               |
| 3系統    | 徳島駅前 - 公園前 - 市民病院前 - 徳島市立高校前 - 中央卸売市場 - サテライト徳島 - 沖洲マリンターミナル                          | 中央市場線     | 徳島バス               |
| 3系統    | 徳島駅前 - 公園前 - 市民病院前 - 徳島市立高校前 - 中央卸売市場 - サテライト徳島 - 沖洲マリンターミナル - オーシャン東九フェリー | 中央市場線     | 徳島バス               |
| 3系統    | オーシャン東九フェリー→徳島駅前（直行便、フェリー入港日のみ運行）                                                               | 中央市場線     | 徳島バス               |

### 2023年（令和5年）4月
- 再編された系統[10]

※津田線は交通局運行便で新たに万代町経由便・イオンモール徳島経由便が新設された。
| 路線番号 | 再編前の運行経路 | 再編前の路線名 | 運行会社     |
| -------- | --- | -------------- | ------------ |
| 1系統    | 徳島駅前 - 八百屋町 - 新蔵町 - 県庁前 - 昭和町 - 津田                                                                                                   | 津田線         | 徳島市交通局 |
| 1系統    | 上鮎喰 - 総合メディカルゾーン（平日の一部時間のみ） - 県立中央病院·徳島大学病院前 - 佐古 - 新町 - 徳島駅前 - 八百屋町 - 新蔵町 - 県庁前 - 昭和町 - 津田 | 津田線         | 徳島市交通局 |
| 1系統    | 徳島駅前 - 新町 - 佐古 - 県立中央病院·徳島大学病院前 - 総合メディカルゾーン(平日の一部時間のみ) - 上鮎喰                                                | 上鮎喰線       | 徳島市交通局 |
| 10系統   | 上鮎喰→蔵本中央病院大学病院前→佐古→新町→徳島駅前 | 上鮎喰線       | 徳島市交通局 |

- 再編後の系統

| 路線番号 | 再編後の運行経路 | 再編後の路線名 | 運行会社               |
| -------- | --- | -------------- | ---------------------- |
| 1系統    | 徳島駅前 - 八百屋町 - 新蔵町 - 県庁前 - 昭和町 - 津田 | 津田線         | 徳島市交通局・徳島バス |
| 1系統    | 上鮎喰 - 総合メディカルゾーン（平日の一部時間のみ） - 県立中央病院·徳島大学病院前 - 佐古 - 新町 - 徳島駅前 - 八百屋町 - 新蔵町 - 県庁前 - 昭和町 - 津田          | 津田線         | 徳島市交通局・徳島バス |
| 1系統    | 徳島駅前 - 八百屋町 - 新蔵町 - 県庁前 - 万代町 - 昭和町 - 津田                                                                                                   | 津田線         | 徳島市交通局           |
| 1系統    | 上鮎喰 - 総合メディカルゾーン（平日の一部時間のみ） - 県立中央病院·徳島大学病院前 - 佐古 - 新町 - 徳島駅前 - 八百屋町 - 新蔵町 - 県庁前 - 万代町 - 昭和町 - 津田 | 津田線         | 徳島市交通局           |
| 24系統   | 徳島駅前 - 安宅町 - 南末広町 - イオンモール徳島 - 末広大橋 - 津田                                                                                                | 津田線         | 徳島市交通局           |
| 1系統    | 徳島駅前 - 新町 - 佐古 - 県立中央病院·徳島大学病院前 - 総合メディカルゾーン(平日の一部時間のみ) - 上鮎喰                                                         | 上鮎喰線       | 徳島市交通局・徳島バス |
| 10系統   | 上鮎喰→蔵本中央病院大学病院前→佐古→新町→徳島駅前 | 上鮎喰線       | 徳島市交通局・徳島バス |

## 車両
車両はいすゞ、日産ディーゼル（当時、現「UDトラックス」）、日野、三菱ふそうの日本の4メーカー全社が採用されている。このうち、日産ディーゼルの車両については、富士重工製の車体を架装したものと、西日本車体工業製の車体を架装したものが存在する。両数の面ではいすゞの車両が最も多く、三菱ふそうはごくわずかである。
新型車は乗合路線向けの車両を中心に導入が図られている。近年のバリアフリー化の流れに伴って、ノンステップバスを積極的に導入しているほか、いすゞ、日産ディーゼル、日野の新型車についてはAT車が採用されている。ただし、近年は三菱ふそうからの新車購入がない状況が続いている。また、新型車だけでなく中古車両も導入されており、東京都交通局などから購入・導入した車両によって、一部の旧型車両の置き換えも実施された。
そのほかにも、新型車を中心にLED式方向幕が採用されているが、徳島市交通局では新型車や移籍車のみならず、従来から在籍していた車両についても方向幕のLED化改造を実施する工事を行っている。
また徳島バスによる運行委託路線においては、川内循環線で前述の小型ノンステップバスが使用されるほか、その他の委託路線では、従来徳島市交通局に所属していたノンステップ車の一部を専用塗装化・機器の更新を行った上で運行している。これらの車両の塗装には車両自体は徳島バスに移管されているものの専用色として主に黄緑色が共通して使われており、委託であることや、徳島バスの路線への誤乗を防ぐ役割で、差別化が図られている。

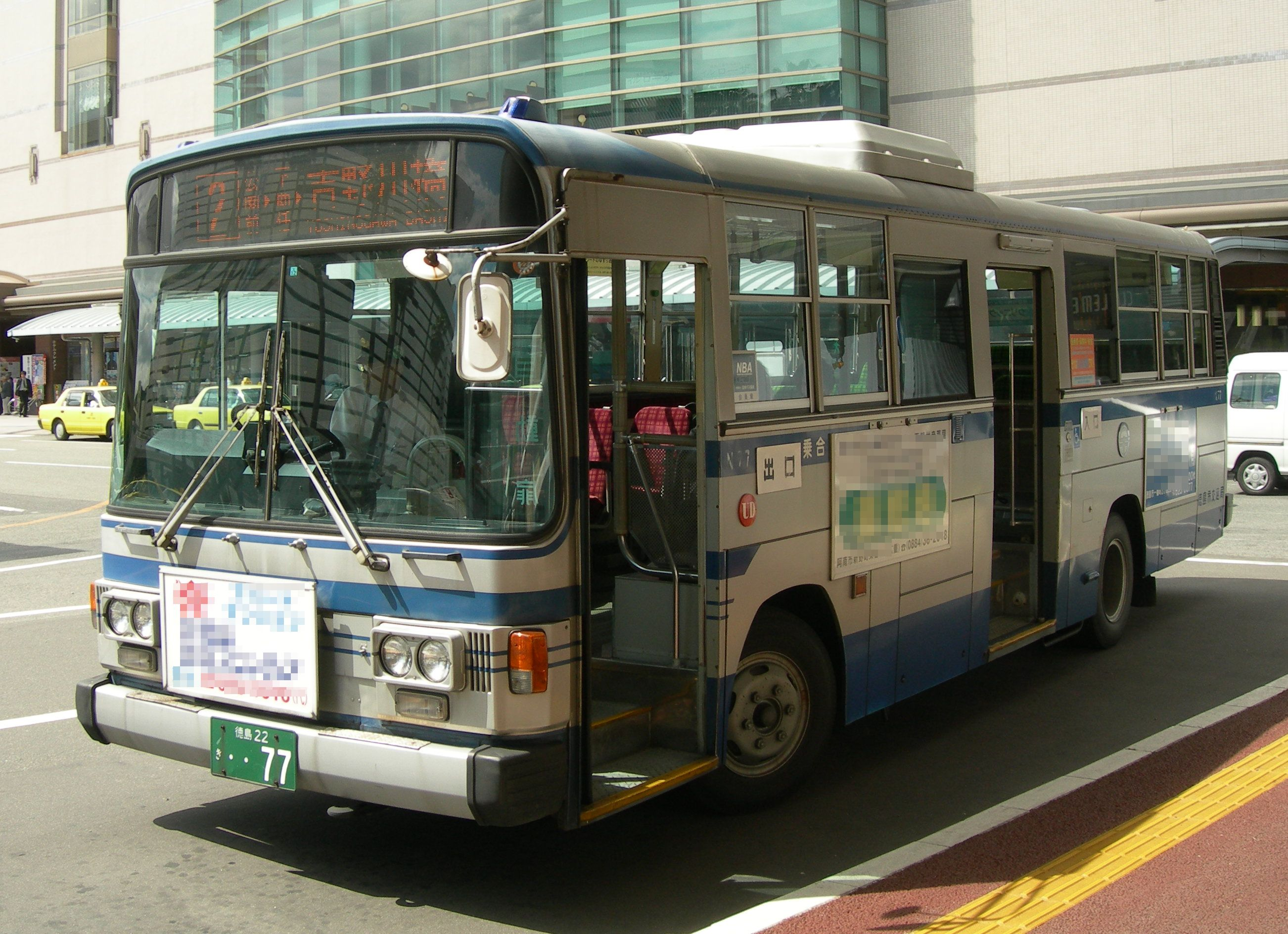
標準塗装をまとった中型路線バス。富士重工業製ボディを架装しており、行先表示はLED化改造工事が施されている。
（日産ディーゼル P-RM81G型、N.77号車、徳島駅前にて）

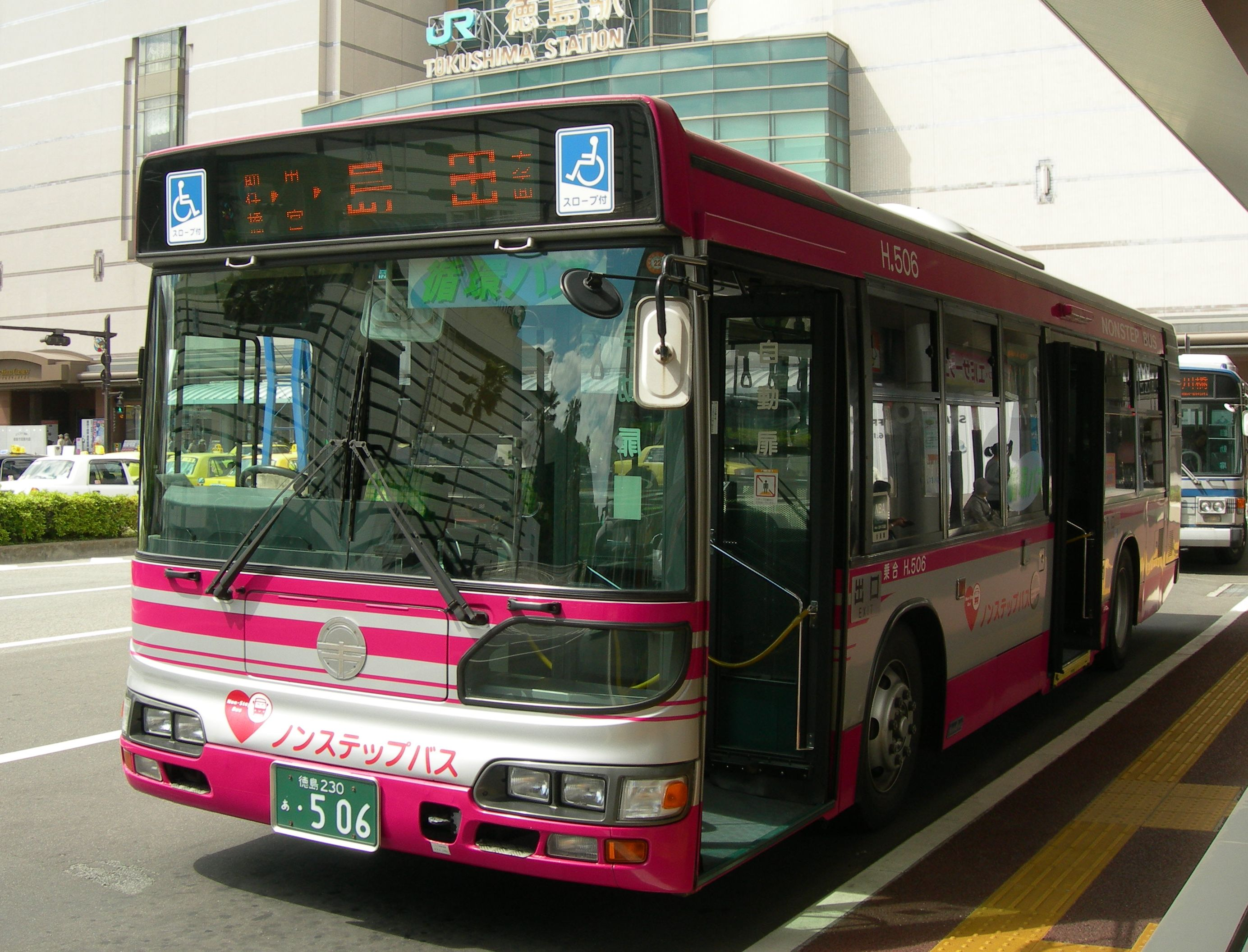
循環バス（現・中央循環線）塗装をまとった大型ノンステップバス。銀色のベースカラーにピンク色の帯が配されている。
（日野・ブルーリボンシティ、H.506号車、徳島駅前にて）

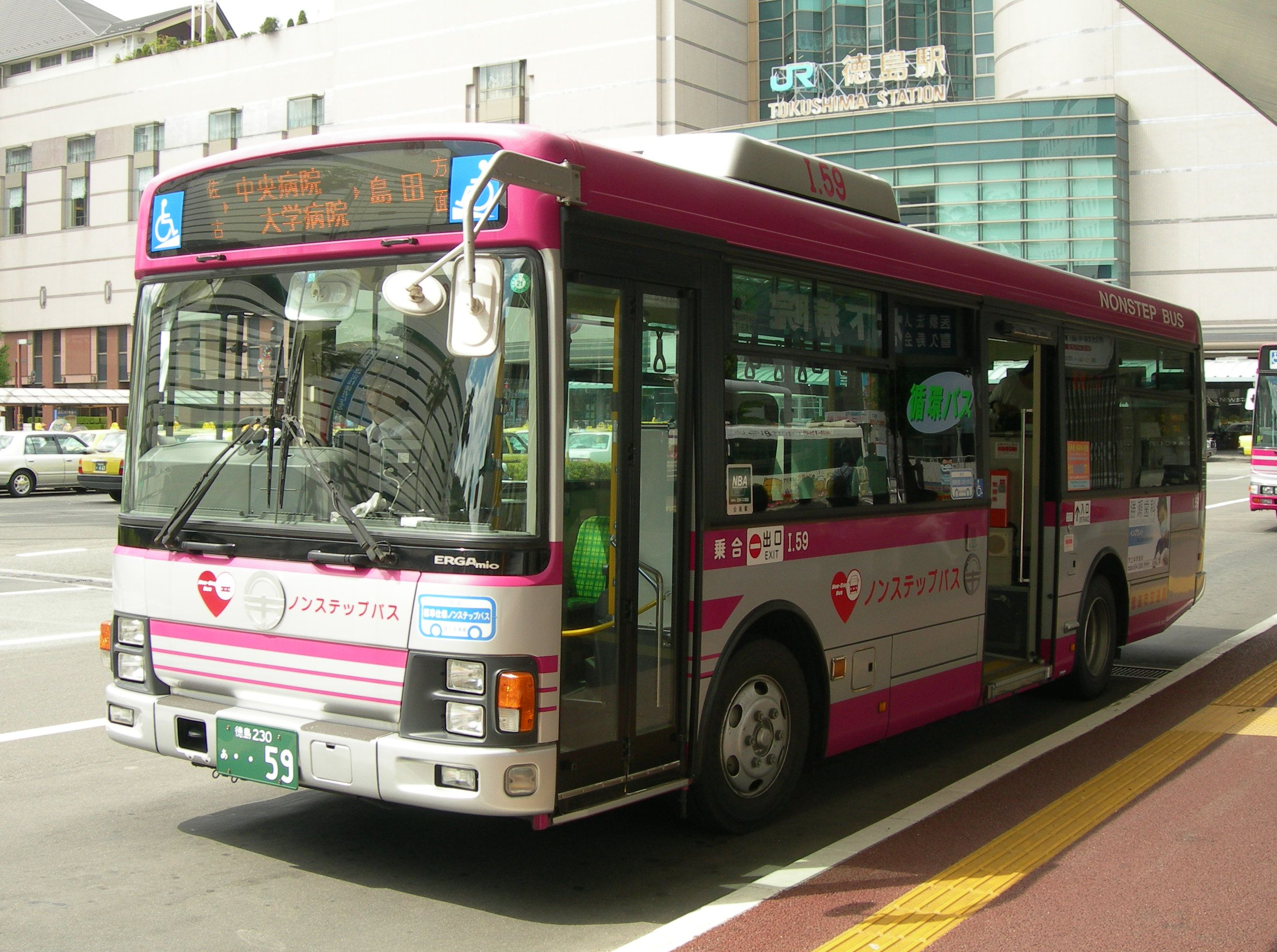
循環バス（現・中央循環線）塗装をまとった中型ノンステップバス。現在はこのような中型バスが新型車の主力となっており大型車両の導入は近年行われていない。
（いすゞ・エルガミオ、I.59号車、徳島駅前にて）

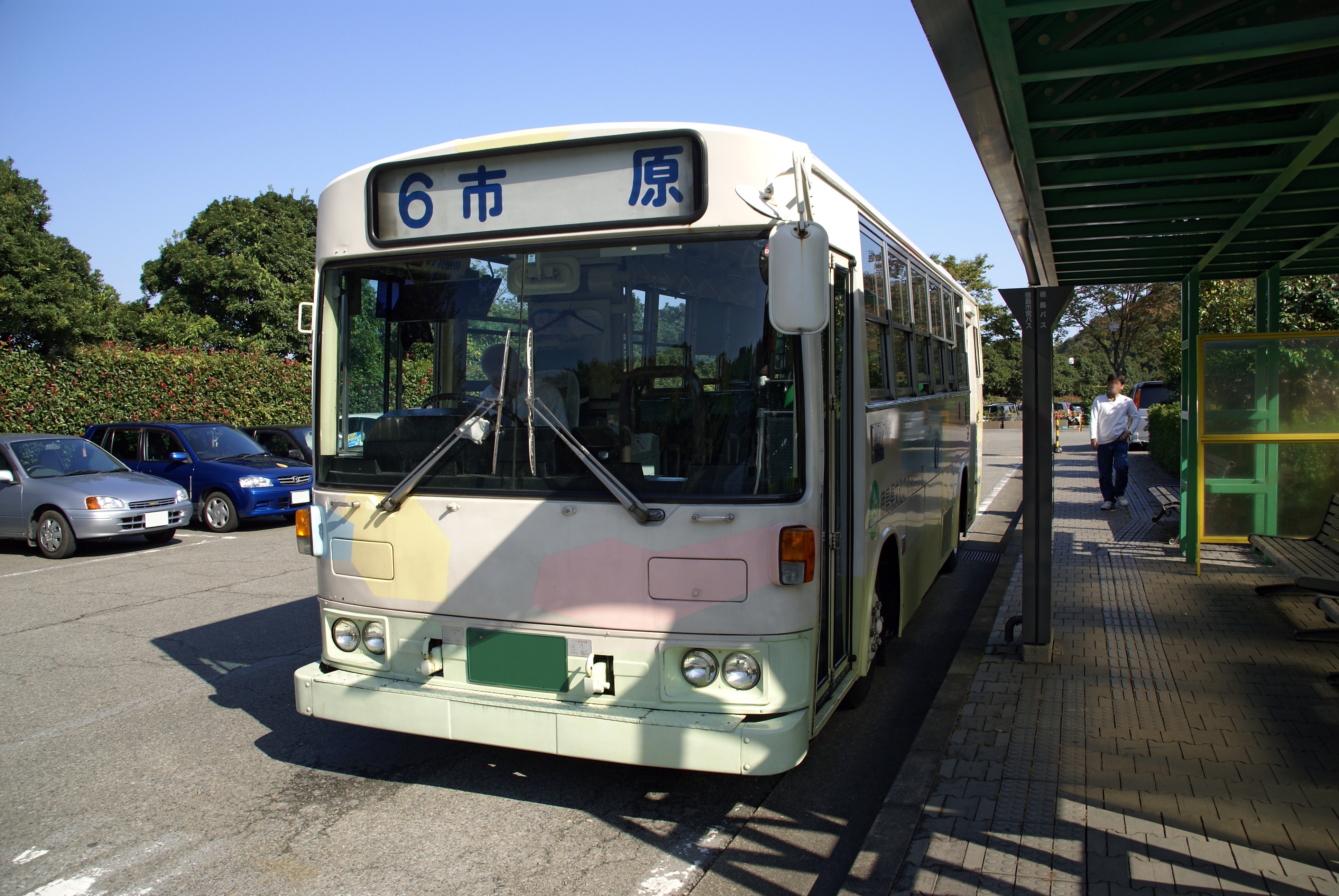
かつて運行されていた文化の森線専属のシャトルバス。文化の森線専用車両として特別塗装をまとっている。
（三菱ふそう・エアロミディMK、F.347号車、文化の森停留所にて）

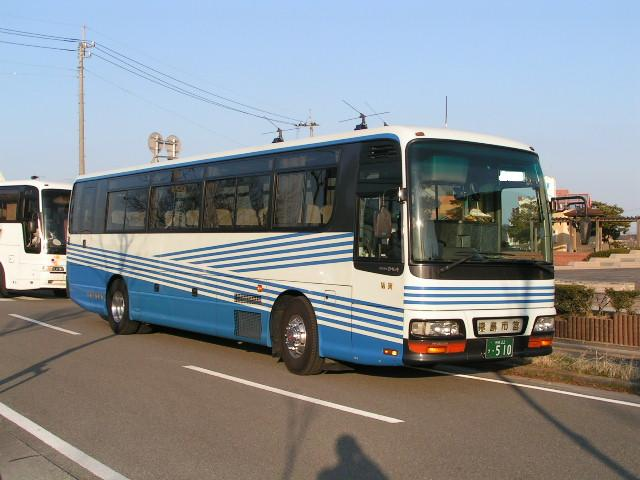
かつて運行されていた貸切バス
（いすゞ・ガーラ、鳴門市内にて）

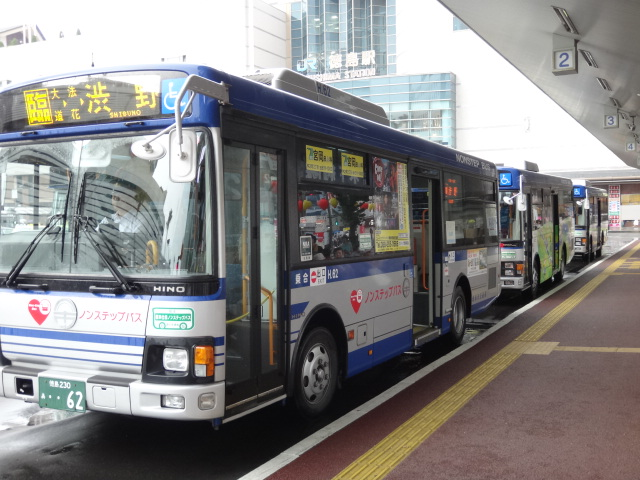
徳島駅前の市営バス乗り場の様子。中型ノンステップ車両が並んで発車待ちしている。阿波踊り期間中の夕方以降は迂回運行のため系統番号が「臨」表示となる。
（手前は日野・レインボーII、H.62号車、後ろ2台はいすゞ・エルガミオ、徳島駅前市バス乗り場にて）

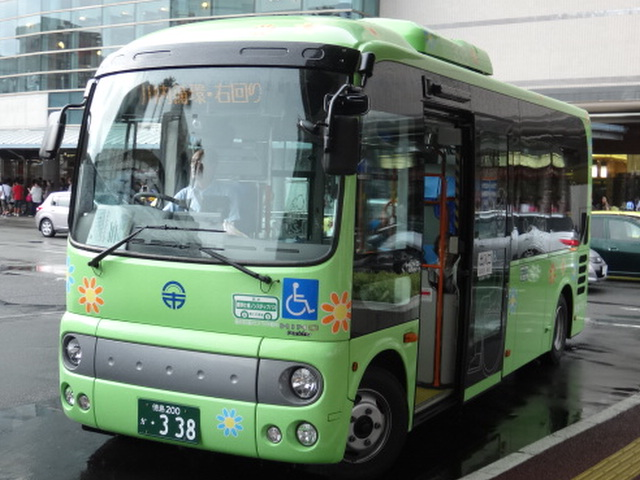
川内循環バス。運行は徳島バスに委託されており、本路線用に導入された小型バスが特別な塗装をまとい、専属で運用される。
（日野・ポンチョ、徳島駅前市バス7番乗り場にて）

### 車体塗装
徳島市交通局の路線バスに施されている塗装は、一部の例外を除いて銀色をベースとし、青色のライン（帯）を配した塗装が標準採用されてきた。従来は、徳島県文化の森総合公園（文化の森）に向かう路線に専属の車両に特別塗装が与えられていた（右掲写真を参照）以外この標準塗装が採用されていたが、2002年に循環バス（現在の中央循環線）の運行を開始するにあたり、既存路線と循環バスの区別を容易にするという名目で、青色のラインを濃いピンク色に変更した塗装が循環バス専用色として採用された（車両検査・整備などの都合により、専用カラーリング以外の車両が循環線の運用に入ることもあった）。なおノンステップバスでは、従来細い線であった窓上の帯を太くし、後部に「NONSTEP BUS」と白色で表記する塗装に変更され、同時にノンステップバスであることを表すロゴも取り付けられている。ただし日野・ブルーリボンでは窓下部分に表記されている。
その後は、2011年10月に実施された路線再編に際し、新たなカラーリングが登場している。新設された3つの循環線のうち、「川内循環線」については既存の市バス車両とは全く異なる特別塗装が施され、川内循環線専用・専属の車両であることが明確にされている。また、「南部循環線」「東部循環線」についても、従来の標準塗装に「南部循環線」はオレンジ色ベースのラインやロゴを新たに追加、「東部循環線」は緑色ベースのラインやロゴを追加するといった小変更が施されている。

### 局番
徳島市交通局では、乗合路線向けのバスに局番（車番）が付与されている。局番は、I.50やH.505などというように、アルファベット1文字+ピリオド+数字（1桁から3桁）で構成されている。
アルファベットは車両のメーカーを表しており、いすゞの車両であれば“I”、日産ディーゼルの車両であれば“N”、日野の車両であれば“H”、三菱ふそうの車両であれば“F”というように割り当てられている。また、数字については個々の車両のナンバーをそのまま流用している。なお、徳島バスでも同様の方式が採用されている。